# رئوبن
رِئوبِن یا رِؤوبِن یا رئوبین یا رؤبین (عبری: רְאוּבֵן به معنی «او بینوائی مرا دیده‌است») نخست‌زادهٔ یعقوب از لیه بود، ولی بعد از اینکه با بلحه کنیز پدرش همخواب شد، حق نخست‌زادگی خود را از دست داد. یعقوب در زمان مرگ در موردش گفت: «ای رئوبن! برتری نخواهی یافت، زیرا که بر بستر پدر خود برآمدی.»
هنگامی که پسران یعقوب برای مرگ یوسف نقشه کشیدند، رئوبن که پسر بزرگ‌تر بود، مخالفت کرد. پسران یعقوب در غیاب رئوبن، یوسف را به اسماعیلیان فروختند و رئوبن از این کار ایشان ناخرسند بود. رئوبن به همراه برادرانش در جستجوی غذا به مصر رفت و خشونت یوسف با ایشان را به عنوان داوری گناهانشان پذیرفت. او پیغام یوسف را در موردن بردن بنیامین به مصر، به یعقوب رسانید و گفت حاضر است پسرانش را گرو بگذارد تا وقتی که بنیامین را سالم برگرداند. زمانی که یعقوب به مصر هجرت کرد، رئوبن چهار پسر به نام‌های حنوک، فلو، حصرون و کرمی داشت. رئوبن در سن ۱۳۵ سالگی درگذشت و در اسرائیل به خاک سپرده شد.